# Lilaeopsis
Lilaeopsis es un género de plantas de la familia de las apiáceas. Comprende 30 especies descritas y de estas, solo 5 aceptadas.

## Taxonomía
El género fue descrito por Edward Lee Greene y publicado en Pittonia 2(10B): 192. 1891.

## Especies
A continuación se brinda un listado de las especies del género Lilaeopsis aceptadas hasta septiembre de 2012, ordenadas alfabéticamente. Para cada una se indica el nombre binomial seguido del autor, abreviado según las convenciones y usos.
- Lilaeopsis brasiliensis (Glaz.) Affolter
- Lilaeopsis carolinensis J.M.Coult. & Rose
- Lilaeopsis chinensis (L.) Kuntze
- Lilaeopsis macloviana (Gand.) A.W. Hill
- Lilaeopsis tenuis A.W. Hill